# 清水赤城
清水 赤城（しみず せきじょう、明和3年（1766年） - 嘉永元年5月10日（1848年6月10日））は、江戸時代末期の兵学者、儒学者。 字は俊平。通称は俊蔵。号は赤城、淡菴、虚舟、正気堂など。清水正徳（しみずせいとく）とも呼ばれる。
上野国群馬郡（現在の群馬県高崎市）生まれ。武術、兵学を好み剣術、槍術、砲術などの諸芸を学び、文人の曲亭馬琴など広い交友関係があった。子に、幕末の尊王攘夷運動に大きな影響を及ぼした大橋訥庵がいる。

## 経歴
- 父であり医師の清水謙山と江戸に出て儒学を学んだ。その後、長沼流兵学を島田正脩、和合猶水に学び、さらに天文と暦算を本多利明から学んだ。
- 文化3年（1806年）、ロシア帝国による千島列島の択捉島攻撃が起こると、南蛮流、星山流、自得流などの和砲術と清国や、オランダ式の砲術を研究した。

## その他
- 著書に『火砲要録』など、また明末の『神器譜』を校正し翻刻した。

## 系譜
- 子に清水礫州、大橋訥庵ら。
- 弟子に県勇記、佐藤信寛ら。

## 参考資料
- 村林正美(現：鳥羽商船高等専門学校)「清水赤城の業績と士道観」(当時：愛知文教大学)
- 和田博徳「明代の鉄砲伝来とオスマン帝国 神器譜と西域土地人物略」慶應義塾大学